# Dommartemont
Dommartemont é uma comuna francesa na região administrativa do Grande Leste, no departamento de Meurthe-et-Moselle. Estende-se por uma área de 1.32 km², e possui 580 habitantes, segundo o censo de 2018, com uma densidade de 440 hab/km².